# 警視庁心理捜査官・明日香
『警視庁心理捜査官・明日香』（けいしちょうしんりそうさかん・あすか）は、2011年から2016年までTBS系で放送された刑事ドラマシリーズ。全5回。主演は泉ピン子。
放送枠は「月曜ゴールデン」（第1作 - 第4作）、「月曜名作劇場」（第5作）。
原作は黒崎視音の「警視庁心理捜査官」。

## キャスト

### 主人公と相棒
柳原明日香
演 - 泉ピン子
経歴：警察学校 教官
→ 警視庁蔵前西警察署刑事課（第1作 - 第4作）
→ 警視庁練馬西警察署刑事課（第5作）
階級は警部補。数年前までは警察学校にてプロファイリングの講座を持ち、教官を務めていた。夫の不可解な事故死を調べるため、暴力団側と接触したために癒着が疑われ、蔵前西署に左遷された。
吉村爽子
演 - 田畑智子（第1作）、菊川怜（第2作 - 第4作）、雛形あきこ（第5作）（中学生：涼香〈第3作〉）
警視庁捜査一課第二特殊犯捜査四係所属。心理応用捜査官（階級は巡査部長）。明日香とはプロファイリングの師弟関係。当初は再会した明日香を疑惑の目で見ていたが、誤解が解けて打ち解けあった。
原作小説では主役の設定である。

### 警視庁蔵前西警察署
藤島直人
演 - 佐野泰臣（第1作 - 第3作）
刑事課刑事。交番勤務から昇格したばかりの新人。爽子とコンビを組んだ当初は「面倒な存在」と思っていたが、ベテラン刑事相手に堂々と自らの意見を述べる姿を見て見直した。
笠井信二
演 - 剛たつひと（第1作 - 第4作）
署長。
支倉晃
演 - 乃木涼介（第3作・第4作）
刑事課刑事。
原田
演 - 小林真弥（第2作 - 第4作）
刑事課刑事。
中川操
演 - 奥村友美（第2作 - 第4作）
刑事課刑事。

### 警視庁
田辺博道
演 - ベンガル
警視庁鑑識課（階級は警部）。爽子の理解者。明日香とは夫婦ぐるみの付き合い。妻を亡くして12年が経過している。喫煙者。
野々山慎吾
演 - 藤堂新二（第2作）
警視庁捜査一課の管理官。1分強の電話だけでプロファイリングする爽子を信じれず、捜査から外れるよう命じる。17年前、福岡での中学生誘拐事件の捜査を指揮し、被害者死亡・未解決となった過去がある。
大貫裕也
演 - 佐藤B作
警視庁捜査一課強行犯係長（階級は警部）。長年の経験による知恵と勘が捜査に大事と考え、爽子のプロファイルを否定する。新婚で、若い妻がいる。来月にも子供が生まれる予定であるため、正義感と宮仕えの間で悩むが、明日香の協力もあり独自の捜査を進める。

### その他
柳原良輔（浩一）
演 - 加門良（第1作・第5作）
明日香の夫。名前は第1作は「柳原良輔」で、第5作は「柳原浩一」になっている。
警視庁捜査二課の警部だったが、5年前、富嶽商事の脱税事件の捜査中に事故死（当時、身内の裏切りによる捜査情報漏洩のため、孤立状態だった）。退職後の夢は小さな飲み屋を開くことだった。

### ゲスト
第1作（2011年）
- 三枝康三郎（三枝弁護士事務所 弁護士・富嶽商事 顧問弁護士） - 橋爪淳
- 遠野信冶（晴代に交際を迫っていた大学生） - 小島よしお
- 田原（警視庁蔵前西警察署 刑事課長・妻と2人の子供がいる） - 丹波義隆
- 古川（南麻布警察署 警部補） - 吉見一豊
- 佐久間（管理官） - 手塚秀彰
- 三枝由加（三枝の娘・光輝大学法学部 2年生・売春組織「さくら倶楽部」リーダー） - 沢井美優
- 聡子（警視庁蔵前西警察署 掃除婦）、留守番電話のナビゲーター - 杉村暁
- 岸隆一（元レーシングドライバー） - 佐藤せつじ
- 丹下（駒場大学 監察医） - 島田順司
- 晴代のアパート大家 - 森章二
- 南麻布警察署 刑事 - 嶋崎伸夫、高田賢一、満田伸明
- 刑事 - 松本博之、傳田敦司
- 坂口晴代（殺害された女子大生・第1被害者） - 早乙女ルイ
- 栗原智恵美（光輝大学経済学部 2年生・第2被害者） - 星野あかり
- 遠野と階段でぶつかった男とその恋人 - 市原朋彦、浜田あゆみ
- 医師 - 後藤圭吾
- 田原（田原の妻） - 井上貴代
- 岸（隆一の母） - 大須賀裕子
- 式部小次郎（警察庁 警視監） - 六平直政
- その他 - 眞鍋芳人、奥本真司、土屋健、中村裕介、田口正樹、酒枝梨乃亜、麻生侑里

第2作（2012年）
- 梶原庸介（信彦の父） - 今井雅之
- 梶原紀子（信彦の母） - 藤吉久美子
- 梶原信彦（誘拐された中学生） - 山下一成（ジャニーズJr.)
- 岡本貴子（岡本の娘） - 水町レイコ
- コンビニ店員 - 駒塚由衣
- デパートのバイヤー - 松尾伴内
- 公園のホームレス - 斉藤清六
- 増田（刑事） - 綱島郷太郎
- 正木（庸介の高校時代の同級生） - 若松俊秀
- ホームレス - 銀次郎
- 足立（特殊班捜査員） - 菊池隆志
- 刑事 - 小林三十朗
- 岡本忠志（庸介の高校時代のクラス担任） - 岡本富士太
- その他 - お宮の松、小林一英、鈴木舞子、大木イチロー、水田紗都希、松本博之、柴田孝介、須部浩美、朝倉一、中田優子、内田岳志、和気俊弥、柴田龍一郎、宇賀友洋、保科光志、岡けんじ、傳田敦司

第3作（2013年）
- 角田文造（ノビ師・雅子の父） - 島田順司
- 立花勇樹（イソ弁・爽子の元カレ） - 山下徹大
- 新出貢（強姦事件容疑者） - 渡邉紘平
- 大根太郎（ノビ師・機械工場工員） - 竹本純平
- 三宅襟子（三宅の妻） - 一戸奈美
- 杉田雅子（亜紀の母・旧姓「角田」） - ひがし由貴（幼少期：日高優）
- 福住道代（福住の娘） - 中村綾
- 奥村雛子（強姦被害者） - 川本まゆ
- 刑事 - 大木イチロー
- 杉田亜紀（強姦被害者） - 日向ななみ
- 内海ゆりな（強姦被害者・聖アナスタシア女子高等学校 2年B組生徒） - 永井もも
- 居酒屋「みやけ」常連客 - 瀬戸陽一朗、山崎まさや、ひぐち君
- 大根太郎の勤務先工場の社長 - 椎名泰三
- 石田誠一郎（資産家・15年前死亡） - 新井量大
- 坂下（警視庁南品川警察署 刑事） - 坂俊一
- 溝畑真知子（スナック「志乃」ママ・角田の内縁の妻・雅子の母） - 鈴木ひろみ
- 商店街店主 - 森喜行
- 三宅夫妻の娘 - 米村莉子
- 強姦された女子高生 - 来幸由輝
- 福住喜一（居酒屋「みやけ」常連客・警視庁世田谷西警察署刑事課 元警部補） - 本田博太郎
- 三宅泰介（居酒屋「みやけ」店主・警視庁南品川警察署 元刑事） - 梅沢富美男
- その他 - 高田裕子、大門真紀、木村勇太、Momo、伊東祐司、鈴木由多加、竹沢真理、梅沢五郎、晴日あかね、高橋ひろ子

第4作（2014年）
- 野村靖（野村理容室 店主・生前の良輔の行きつけの床屋の店主） - 前田吟
- 白駒基樹（白駒と律子の息子・大学生） - 堀井新太
- 本城明彦（NPO法人「動物虐待防止協会」代表） - 田村圭生
- 更級（小春の母） - 伊東知香
- 坂口都子（殺人被害者・ペット行方不明被害者） - 入絵加奈子
- 中川（愛犬ジョンの飼い主） - 片岡聖子
- 白駒家の隣人 - 廣澤恵
- 交番巡査 - 越村公一
- 警視庁蔵前西警察署 刑事 - 石原由宇
- 高辻久典（警視庁捜査一課 管理官） - 宮川一朗太
- 白駒律子（白駒の妻・野村の娘） - あめくみちこ
- 川辺の老人 - 斎藤清六
- バスの運転手 - 鈴木拓
- 刑事 - 井上智之
- 白駒英司（商社マン） - 筒井巧
- スーパーヤマイチの店長 - お宮の松
- スーパーの店員 - 錦織大輔
- スーパーの買い物客 - 吉野悦世、澤口夏奈子
- 更級小春（小学生・ペット行方不明被害者） - 渡邊れいら
- 壁に落書きをしていた子供の母親 - 法月輝美
- 吉村良江（爽子の母） - 丘みつ子
- その他 - 永井裕久、岡けんじ、今林とし子

第5作（2016年）
- 吉野誠三（桑原家の近所） - エド山口
- 東条（警察庁 警視正） - 大鷹明良
- 桑原興一（8年前の世良遥子殺害の容疑者の一人） - 浜田学
- 横沢諒一（東京地検刑事部検事） - 谷部央年
- 田口（警視庁練馬西警察署 刑事） - 竜川剛
- 下川（警視庁練馬西警察署 刑事） - 石井洋祐
- 桑原泰子（桑原の妻・明日香の友人） - 田中広子
- 倉地亘（司法修習生殺しの真犯人） - 戸塚純貴
- 赤坂昇（会社役員） - 斉藤一平
- 山根加寿実（司法修習生・遥子の娘） - 早坂優希
- 世良遥子（資産家・8年前死亡） - 橘ゆかり
- 赤松（刑事） - 無法松
- 矢崎（刑事） - シェパード太郎
- 森（刑事） - 伊藤毅
- 城戸（刑事） - 湯浅景介
- 山本和子（無職・故人） - 平田八千代
- 山本（和子の夫） - 五歩一豊
- 別荘管理人 - マギー直樹
- 冒頭の連続殺人事件の被害者 - 東凛
- 警視庁総務部 若手婦警 - 星乃彩月
- 横沢（横沢の妻・東条の娘） - 結城さなえ
- 鷹野弘志（警視庁練馬西警察署 署長） - 長嶋一茂

## スタッフ
- 原作 - 黒崎視音
- ナレーション - 高橋ひろ子（4.5）
- 脚本 - 西岡琢也
- 監督 - 吉川一義
- 選曲 - 山川繁
- 技斗 - 深作覚
- 技術協力 - フォーチュン（1）、ビデオフォーカス（2.4）、WING-T（3-）、ブル（5）
- プロデュース - 石坂久美男
- 製作 - 近代映画協会、TBS

## エピソードリスト
| 話数 | エピソードタイトル                                                                                             | 初回放送日    | 脚本     | 監督     | 視聴率 |
| --- | --- | ------------- | -------- | -------- | ------ |
| 1 | 夫の無念の死を胸に腐敗した警察機構への女一人での復讐… 女子大生通り魔殺人事件の血文字に隠された意外な真実とは…  | 2011年2月28日 | 西岡琢也 | 吉川一義 | 15.6%  |
| 女子大生を狙った猟奇殺人が起こる。捜査本部と衝突しながらも爽子は捜査を進め、女子大生売春組織のリーダーに辿り着く。しかし上層部から圧力がかかる。その圧力には、明日香の因縁の相手である富嶽商事が絡んでいた。 | |               |          |          |        |
| 2 | 幸福な家庭を突然襲った誘拐事件…苦悩する父と母の憔悴… 犯人からの不可解な要求の裏に隠された意外な真実とは…       | 2012年2月13日 | 西岡琢也 | 吉川一義 | 11.6%  |
| 爽子は偶然にも、中学生が誘拐された事件を嗅ぎつけた。誘拐犯の要求は「警察に知らせてもいい」だった。警視庁特殊班の捜査が始まるが爽子は蚊帳の外に置かれてしまう。やがて中学生は無事に戻ってきた。父親の不審な行動から、17年前の別の誘拐事件の真相が明らかになる。                                                        | |               |          |          |        |
| 3 | 女子高校生連続暴行事件 証拠消失の裏に隠された目的… 亡き夫が執念で追い続けた未解決強盗殺人事件!? 十五年後の真実 | 2013年1月7日  | 西岡琢也 | 吉川一義 | 13.7%  |
| 爽子は、女子高生連続強姦事件を追っていたが親告罪の制約に阻まれていた。強姦犯人は逮捕されたが、自宅に隠してあった写真収録済みのSDカードが空き巣に盗まれてしまう。一方明日香は空き巣犯の殺人事件をきっかけに、亡き夫が追っていた15年前の強盗殺人事件の再捜査を始めていた。2つの異なる事件が空き巣をきっかけに結びつく。 | |               |          |          |        |
| 4 | 放火殺人事件の異常な犯人像… 連続ペット行方不明事件に隠された目的!? 心理捜査コンビが旧態依然の捜査陣に挑戦状！  | 2014年6月16日 | 西岡琢也 | 吉川一義 | 9.2%   |
| ご近所での動物行方不明事件が絡んだ放火殺人事件が発生し、爽子は、自分のプロファイリングを否定した管理官と対立しながら捜査に動いていた。一方明日香は亡き夫の知人との再会を喜んでいた。ところが、その知人が殺人事件の捜査線上に浮かび上がる。                                                                            | |               |          |          |        |
| 5 | | 2016年5月16日 | 西岡琢也 | 吉川一義 |        |
| | |               |          |          |        |

- 視聴率はビデオリサーチ調べ、関東地区・世帯